# Klapaia, Bilozerka
Klapaia (în ucraineană Клапая) este un sat în comuna Kîselivka din raionul Bilozerka, regiunea Herson, Ucraina.

## Demografie
Componența lingvistică a localității Klapaia
     Ucraineană (88,36%)
     Rusă (7,41%)
Conform recensământului din 2001, majoritatea populației localității Klapaia era vorbitoare de ucraineană (88,36%), existând în minoritate și vorbitori de rusă (7,41%) și armeană (2,65%).